# Tulikoira
Tulikoira è un album in studio del gruppo musicale finlandese Circle, pubblicato nel 2005.

## Tracce
1. Rautakäärme – 7:05
2. Tulilintu – 3:50
3. Berserk – 8:03
4. Puutiikeri – 24:13